# Itajaí-Açu
Itajaí-Açu – rzeka w Brazylii w stanie Santa Catarina, przepływająca przez jedno z głównych miast tego stanu – Blumenau.
Dorzecze Itajaí-Açu zajmuje obszar 35 298 km², co stanowi około 37% powierzchni stanu.